# Лунден, Мари
Мари́ Лу́нден (фин. Mari Lundén) — финская кёрлингистка.
В составе женской сборной Финляндии участница двух чемпионатов мира (наивысшее занятое место — десятое) и трёх чемпионатов Европы (наивысшее занятое место — пятое). В составе юниорской женской сборной Финляндии участница Чемпионата Европы среди юниоров 1987 (заняли шестое место).
Играла в основном на позициях первого и третьего.

## Команды
| Сезон   | Четвёртый       | Третий      | Второй           | Первый           | Запасной       | Турниры                              |
| ------- | --------------- | ----------- | ---------------- | ---------------- | -------------- | ------------------------------------ |
| 1986—87 | Анне Эерикяйнен | Мари Лунден | Hannele Saarto   | Терхи Лиукконен  |                | ЧЕЮ 1987 (6 место)                   |
| 1987—88 | Анне Эерикяйнен | Мари Лунден | Тютти Хаапасаари | Терхи Лиукконен  |                | ЧЕ 1987 (6 место) ЧМ 1988 (10 место) |
| 1989—90 | Яана Йокела     | Терхи Аро   | Мари Лунден      | Хейди Коскихеймо |                | ЧЕ 1989 (9 место)                    |
| 1992—93 | Яана Йокела     | Терхи Аро   | Хейди Коскихеймо | Мари Лунден      |                | ЧЕ 1992 (5 место)                    |
| 1992—93 | Терхи Аро       | Яана Йокела | Хейди Коскихеймо | Мари Лунден      | Марита Рипатти | ЧМ 1993 (10 место)                   |

(скипы выделены полужирным шрифтом)